# 臺中市南屯區惠文國民小學
臺中市南屯區惠文國民小學，簡稱惠文國小或惠小，臺灣臺中市一所市立小學校，位於南屯區七期重劃區，緊鄰臺中市立惠文高級中學。

## 校史
- 1998年10月，臺中市政府委託協和國小籌設文小69（惠文國小前身）。12月，派任協和國小校長陳淑真兼任文小69籌備主任。
- 1999年3月，正式命名為「臺中市南屯區惠文國民小學」。5月1日，臺灣省政府核定正式成立，陳淑真聘為首任校長。
- 2001年，正式招收一至五年級學生，共32班 1045人。
- 2007年，增至107班，學生人數超過3000人。
- 2008年，學生人數已超越大新國小，成為學生人數最多的臺中市公立小學。

縣市合併後，目前為學生人數第二多的公立小學，次於臺中市豐原區南陽國民小學。

### 歷任校長
1. 陳淑真（1998年12月－2005年8月，1999年8月前為籌備主任）
2. 施孜姿（2005年8月－2011年8月）
3. 曾金美（2011年8月－2019年7月）
4. 李源昇（2019年8月-2022年-7月）
5. 洪誌敬（2022年8月-現任）

## 校園環境
學校大門位於南邊公益路上，北面另有後門一座，與惠文高中中間有活動閘門。該校採以學生為使用為中心之設施，建築樓層高度為5樓，並分成A、B、C、D、E、F等六棟教學大樓與獨立的活動中心，校舍建築一共七棟。為了維護全校師生的安全，校園內交通動線是採取人車分道，由北面大業路至南面公益路在學校與惠文高中交接處闢有駐車道，提供家長接送學童，提升師生與接送家長的安全，也減少校門口的交通問題。另外，惠文國小的地下室配置有停車場以供教職員工與外賓使用。

## 學區
- 惠來里
  - （第3-4、6-7、 12、17、19-20鄰）【與惠來國小共同學區】
  - 惠來里（第8-9、 35-40鄰）
- 溝漧里（第14-16鄰）
- 惠中里（第12、16鄰）
- 三義里（第6-22鄰）
- 三和里（第9-12、14-15、22-23、25-30鄰及第6鄰黎明路以東）

## 學校圖片
惠文國小校徽：
惠文國小照片：
惠文國小吉祥物:

## 外部連結
- 市立惠文國小
- 臺中市政府教育局